# Sui generis

Sui generis је новолатински израз који у дословном преводу гласи своје врсте/рода, а означава да је нешто јединствено по својим карактеристикама. Израз су увели схоластички филозофи, како би означили идеју, ентитет или реалност која се не може укључити у шири концепт. У структури „род → врста” врста која представља свој род је sui generis.

## Правна примена
У праву, sui generis је стручни израз који се користи да идентификује правну класификацију која постоји независно од других категоризација услед своје јединствености.

## Политичке науке
У политичким наукама, Европска унија представља несвакидашње (у поређењу са другим међународним организацијама) политичко удруживање, због чега се она назива геополитичким ентитетом sui generis. ЕУ се често описује као нешта између конфедерације и федерације. За старо Свето римско царство се такође може употребити овај израз, услед јединствене организације и места које у европској историји има овај ентитет.

## Социологија
У социологији Емила Диркема, sui generis се користи да илуструје његове теорије о социјалној егзистенцији. Диркем сматра да је друштво, пошто је постојало пре него што је било која тренутно жива особа рођена, независно од свих индивидуа. Његово sui generis (овај израз је код њега по значењу врло близак изразу ’независан’) друштво ће штавише наставити своје постојање и када индивидуа прекине своју интеракцију са њим.